# Top Spin 4
Top Spin 4 est un jeu vidéo de tennis, développé par 2K Czech et édité par 2K Sports. C'est le quatrième opus de la série Top Spin et c'est la suite de Top Spin 3. Il est sorti le 18 mars 2011 en Europe sur Xbox 360, PlayStation 3 et Wii. Le jeu comporte différentes licences, celles des joueurs, des équipementiers et des courts.
La version PlayStation 3 possède l'option 3D et est jouable avec le PlayStation Move.

## Système de jeu

### PS3 et Xbox360
- Tennis réel

Les mouvements des joueurs sont encore plus précis et réels (Signatures Styles).
- Contrôles innovants

Les contrôles sont immédiatement accessibles pour les nouveaux arrivants, mais plus profondes pour les experts du tennis.
À noter : le remplacement des traditionnels "coups risqués" par des coups "puissants" au déclenchement lui aussi différent (maintien du bouton pour plus d'accessibilité).
- Comme à la TV

Des séquences d'animations d'avant-match, divers effets audio, angles de diffusion précis: c'est comme à la TV.
- Plus grand nombre de joueurs

Dans Top Spin 4, près de 25 joueurs professionnels et légendes du tennis sont de la partie. Chacun a des caractéristiques spécifiques, que ce soit leurs équipements, leurs tenues, leurs apparences ou leurs coups, par exemple.

### Wii
- Nouveau créateur de joueurs

Un nouveau créateur de joueurs est disponible, construisez et personnalisez votre joueur (apparences, tenues équipements...).
Contrôles plus réalistes

## Joueurs
Joueurs du circuit ATP
- Roger Federer
- Rafael Nadal
- Novak Djokovic
- Andy Murray
- Andy Roddick
- Stanislas Wawrinka
- Nikolay Davydenko
- Gilles Simon
- James Blake
- Bernard Tomic

Joueuses du circuit WTA
- Caroline Wozniacki
- Vera Zvonareva
- Serena Williams
- Jelena Janković
- Ana Ivanović
- Dinara Safina
- Eugenie Bouchard

Légendes
- Pete Sampras
- Andre Agassi
- Jim Courier
- Michael Chang
- Patrick Rafter
- Björn Borg
- Boris Becker
- Ivan Lendl

Les troisièmes maillots de joueurs peuvent être débloqués en cas de réussite d'un challenge.

## Tournois

### Licenciés
Grands Chelems
- Australian Open, Melbourne / Rod Laver Arena (dur)
- Roland Garros, Paris / Court Philippe-Chatrier (terre battue)
- US Open, New York / Arthur Ashe Stadium (dur)

Masters
- BNP Paribas Open, Indian Wells / Indian Wells Tennis Garden (dur)
- Sony Ericsson Open, Miami / Sony Ericsson Open (dur)
- BNP Paribas Masters, Paris-Bercy / BNP Paribas Masters (moquette)

Spécial
- ATP World Tour Finals, Londres / O2 Arena (dur)

### Non-licenciés
Grand Chelems
- Dublin / Dublin Stadium (gazon) (en remplacement du tournoi de Wimbledon)

Masters
- Rome / Stadio San Alessandro (terre battue)
- Cincinnati / Cincinnati Tennis Center (dur)
- Madrid Open / Madrid Sports Arena (terre battue)
- Monte-Carlo / Court Principal (terre battue)
- Shanghaï / Shanghaï Palace (dur)
- Toronto / Canada Tennis Center (dur)

Majeur
- Casablanca / Casablanca Stadium (terre battue)
- Hambourg / Hamburg Stadthalle (dur)
- Moscou / Moscow Tennis Arena (dur)
- Texas Open, Dallas / Texas Arena (dur)
- Séoul / Séoul Colosseum (dur)
- Barcelone / Barcelona Stadium (terre battue)
- Buenos Aires / Buenos Aires Tennis Center (terre battue)
- Amsterdam / Amsterdan Tennis Park (dur)
- London Open Tour, Londres / London Tennis Club (gazon)
- Boston Bay / Boston Bay Tennis Center (gazon)

Mineur
- Santiago / Grande Estadio de Chile (moquette)
- Auckland / Auckland Stadium (gazon)
- Hong Kong / The Bauhinia (moquette)
- Vienne / Vienna Tennis Center (dur)
- Kiev / Kiev Arena (moquette)
- Houston / Westside Drive (terre battue)
- San Francisco / American Tennis Garden (gazon)
- Stavgaard / Stavgaard Tennis Hall (dur)
- Munich / Thorsten Brom (gazon)
- New Dehli / Abhijava Stadium (dur)
- Estoril / Estadio do Sol (dur)

Terrain
- Atlanta / Atlanta's Doves (dur)
- Dakar / Teranga Tennis Court (terre battue)
- Dubaï / Dubaï Sports Complex (dur)
- Hamilton / Bermuda Stadium (dur)
- Omiš / Silvije Krleza (dur)

Spécial
Les stades suivants peuvent être débloqués en cas de réussite d'un challenge:
- Athènes / The Attican Stadium (moquette)
- Las Vegas / The Bowl (dur)

## Ambassadeurs du jeu
Divers joueurs et joueuses figurent sur la pochette du jeu selon les pays. Voici les joueurs qui sont sur les jaquettes:
- En France : Rafael Nadal, Andre Agassi et Ana Ivanović
- En Grande-Bretagne : Rafael Nadal, Andy Murray et Ana Ivanović
- Aux États-Unis : Rafael Nadal, Andre Agassi et Serena Williams

## Sponsors vêtements des joueurs
- Adidas
- Babolat
- Fila
- K-Swiss
- Nike
- Reebok